# Who Are You (serie televisiva)
Who Are You (후아유?, Hu-a-yuLR) è una serie televisiva sudcoreana trasmessa su tvN dal 29 luglio al 17 settembre 2013.

## Trama
La detective Yang Shi-ohn si risveglia dopo sei anni di coma. Assegnata all'ufficio oggetti smarriti, scopre di aver ottenuto l'abilità soprannaturale di vedere i fantasmi collegati agli oggetti dimenticati. Insieme al suo nuovo partner Cha Gun-woo, un poliziotto principiante e inizialmente scettico, Shi-ohn utilizza le informazioni per occuparsi dei casi irrisolti e aiutare gli spiriti ad esaudire gli ultimi desideri prima di andare nell'aldilà. Uno dei fantasmi che vegliano su Shi-ohn è quello del suo ex-fidanzato Lee Hyung-joon, un detective deceduto la stessa notte in cui la donna cadde in coma a causa di un incidente. Insieme stavano lavorando su un caso importante, ma Shi-ohn non ricorda nulla di quanto successo quella sera.

## Personaggi
- Yang Shi-ohn, interpretata da So Yi-hyun.
- Cha Gun-woo, interpretato da Ok Taecyeon.
- Lee Hyung-joon, interpretato da Kim Jae-wook.
- Choi Moon-shik, interpretato da Kim Chang-wan.
- Moon Heung-joo, interpretato da Park Young-ji.
- Jung Tae-soo, interpretato da Kim Ki-chun.
- Caposquadra Bong, interpretato da Kim Kyung-beom.
- Jang Hee-bin, interpretata da Kim Ye-won.
- Im Sung-chan, interpretato da Noh Young-hak.
- Seung-ha, interpretato da Oh Hee-joon.

## Ascolti
| Episodio | Data              | Dati AGB |
| -------- | ----------------- | -------- |
| 1        | 29 luglio 2013    | 0,595%   |
| 2        | 30 luglio 2013    | 0,564%   |
| 3        | 5 agosto 2013     | 0,652%   |
| 4        | 6 agosto 2013     | 1,477%   |
| 5        | 12 agosto 2013    | 1,295%   |
| 6        | 13 agosto 2013    | 1,035%   |
| 7        | 19 agosto 2013    | 1,359%   |
| 8        | 20 agosto 2013    | 1,158%   |
| 9        | 26 agosto 2013    | 1,407%   |
| 10       | 27 agosto 2013    | 1,320%   |
| 11       | 2 settembre 2013  | 1,250%   |
| 12       | 3 settembre 2013  | 1,199%   |
| 13       | 9 settembre 2013  | 1,106%   |
| 14       | 10 settembre 2013 | 1,237%   |
| 15       | 16 settembre 2013 | 0,961%   |
| 16       | 17 settembre 2013 | 0,870%   |
| Media    | Media             | 1,092%   |

## Colonna sonora
1. Happy – Gajame Boyscout
2. Our Story (우리만의 이야기) – Trickyneko
3. Because Love Grows (사랑이 자라서) – Yoo Seong-eun
4. Because Love Grows) (Inst.) (사랑이 자라서)

## Distribuzioni internazionali
| Paese      | Canale/i  | Prima TV                    | Titolo adottato                                                    |
| ---------- | --------- | --------------------------- | ------------------------------------------------------------------ |
| Hong Kong  | Channel M | 28 ottobre-17 dicembre 2013 | 你是誰 (Tu chi sei?)                                               |
| Taiwan     | Channel M | 28 ottobre-17 dicembre 2013 | 你是誰 (Tu chi sei?)                                               |
| Thailandia | Channel M | 28 ottobre-17 dicembre 2013 | 你是誰 (Tu chi sei?)                                               |
| Giappone   | DATV      | 2 aprile 2014-conclusa      | 君を守る恋～Who Are You～ (L'amore che ti protegge～Who Are You～) |